# Heuerßen
Heuerßen er en by og kommune i det nordvestlige Tyskland med 922 indbyggere (2018-12-31), beliggende i den sydlige del af Samtgemeinde Lindhorst under Landkreis Schaumburg. Denne landkreis ligger i delstaten Niedersachsen.

## Geografi
Kommunen (med landsbyerne Heuerßen og Kobbensen) er beliggende ved nordvestenden af Bückeberg, ved den tidligere grænse mellem de forhenværende landkreise Schaumburg-Lippe og Grafschaft Schaumburg. Den gennemgående vej i kommunen er B65, der løber mellem Stadthagen og Bad Nenndorf.

### Nabokommuner
Heuerßen grænser (med uret fra nord) op til kommunerne Lindhorst og Beckedorf, til byen Stadthagen samt til kommunen Lüdersfeld.

### Inddeling
Ud over landsbyerne Heuerßen og Kobbensen, hører også bebyggelsen Lohhof samt dele af Eichenbruch til kommunens område.